# 香花黄皮
香花黄皮（学名：Clausena odorata）是芸香科黄皮属的植物，是中国的特有植物。分布在中国大陆的云南等地，生长于海拔1,800米的地区，多生在山坡灌木丛中，目前尚未由人工引种栽培。